# Isaac Coles

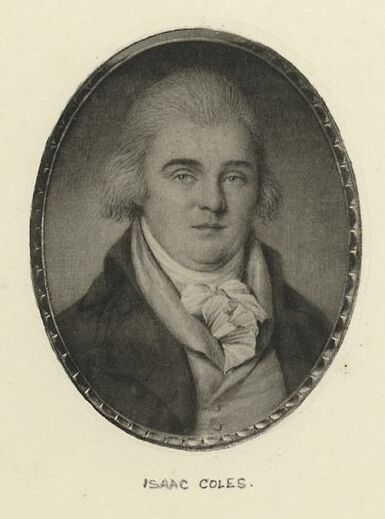
Isaac Coles

Isaac Coles (* 2. März 1747 in Richmond, Colony of Virginia; † 3. Juni 1813 bei Chatham, Virginia) war ein US-amerikanischer Politiker. Zwischen 1789 und 1797 vertrat er zweimal den Bundesstaat Virginia im US-Repräsentantenhaus.

## Werdegang
Isaac Coles wuchs während der britischen Kolonialzeit auf und studierte am College of William & Mary in Williamsburg. Später schloss er sich der amerikanischen Revolution an und diente während des Unabhängigkeitskrieges in der Staatsmiliz von Virginia. Außerdem schlug er eine politische Laufbahn ein. Zwischen 1780 und 1781 sowie von 1783 bis 1788 saß er im Abgeordnetenhaus von Virginia. Im Jahr 1788 war er Delegierter auf der Versammlung, auf der der Staat Virginia die Verfassung der Vereinigten Staaten ratifizierte. Coles stimmte gegen die Annahme der Bundesverfassung. Bis 1798 lebte er auf einer Plantage im Halifax County, dann zog er in das Pittsylvania County. Coles war ein Gegner der ersten Bundesregierung unter Präsident George Washington (Anti-Administration-Fraktion) und schloss sich Ende der 1790er Jahre der von Thomas Jefferson gegründeten Demokratisch-Republikanischen Partei an.
Bei den ersten Kongresswahlen wurde Coles im sechsten Wahlbezirk von Virginia in das damals noch in New York tagende US-Repräsentantenhaus gewählt, wo er am 4. März 1789 sein neues Mandat antrat. Bis zum 3. März 1791 absolvierte er dort zunächst eine Legislaturperiode. Bei den Wahlen des Jahres 1792 wurde er erneut in den Kongress gewählt. Nach einer Wiederwahl konnte er bis zum 3. März 1797 zwei weitere Legislaturperioden im Kongress absolvieren.
Nach dem Ende seiner Zeit im US-Repräsentantenhaus zog sich Isaac Coles aus der Politik zurück. Er starb am 3. Juni 1813 auf seiner Plantage Coles Hill bei Chatham. Er war der Vater des Kongressabgeordneten Walter Coles (1790–1857) und ein Cousin von Patrick Henry.